# Double mixte de badminton aux Jeux olympiques d'été de 2024
Pour un article plus général, voir Badminton aux Jeux olympiques d'été de 2024.
Navigation
 1992 •
 1996 •
 2000 •
 2004 •
 2008 •
 2012 •
 2016 •
 2020 • 2024
Tokyo 2020 Los Angeles 2028
Le tournoi de double mixte de badminton aux Jeux olympiques d'été de 2024 de Paris se déroule à l'Arena Porte de la Chapelle du 27 juillet au 2 août 2024.

## Programme
| - P : tours préliminaires - ¼ : quarts de finale - ½ : demi-finales - F : finales - M : Session le matin - A : Session l'après-midi - S : Session en soirée |

| Date   | Sa 27 | Sa 27 | Sa 27 | Di 28 | Di 28 | Di 28 | Lu 29 | Lu 29 | Lu 29 | Ma 30 | Ma 30 | Ma 30 | Me 31 | Me 31 | Me 31 | Je 1er | Je 1er | Je 1er | Ve 2 | Ve 2 | Ve 2 |
| Date   | M     | A     | S     | M     | A     | S     | M     | A     | S     | M     | A     | S     | M     | A     | S     | M      | A      | S      | M    | A    | S    |
| ------ | ----- | ----- | ----- | ----- | ----- | ----- | ----- | ----- | ----- | ----- | ----- | ----- | ----- | ----- | ----- | ------ | ------ | ------ | ---- | ---- | ---- |
| Manche | P     | P     | P     | P     | P     | P     | P     | P     | P     |       |       |       |       |       | ¼     |        |        | ½      |      | F    |      |

## Format de la compétition
La compétition se déroule en 2 parties : une phase de poule et, à l'issue de celle-ci, une série de matches à élimination directe jusqu'à la finale.

## Têtes de séries
| N° | Joueurs                               | Résultat        | Élimination par                   |
| -- | ------------------------------------- | --------------- | --------------------------------- |
| 1  | Zheng Siwei / Huang Yaqiong (CHN)     | Vainqueurs      | -                                 |
| 2  | Feng Yanzhe / Huang Dongping (CHN)    | Quart de finale | Zheng Siwei / Huang Yaqiong (CHN) |
| 3  | Seo Seung-jae / Chae Yoo-jung (KOR)   | Demi-finale     | Kim Won-ho / Jeong Na-eun (KOR)   |
| 4  | Yuta Watanabe / Arisa Higashino (JPN) | Demi-finale     | Zheng Siwei / Huang Yaqiong (CHN) |

## Phase de groupes
- En gras, les deux premiers de chaque groupe sont qualifiés pour les quarts de finale.
- Forfait.

| Cl. | Équipe                                         | Pts | J | G | P | SG | SP | PG  | PP  |
| --- | ---------------------------------------------- | --- | - | - | - | -- | -- | --- | --- |
| 1   | Zheng Siwei / Huang Yaqiong (CHN)              | 3   | 3 | 3 | 0 | 6  | 0  | 128 | 75  |
| 2   | Kim Won-ho / Jeong Na-eun (KOR)                | 2   | 3 | 1 | 2 | 3  | 4  | 130 | 135 |
| 3   | Thom Gicquel / Delphine Delrue (FRA)           | 1   | 3 | 1 | 2 | 2  | 4  | 113 | 115 |
| 4   | Rinov Rivaldy / Pitha Haningtyas Mentari (INA) | 0   | 3 | 1 | 2 | 2  | 5  | 98  | 144 |

| 27 juillet | Zheng Siwei / Huang Yaqiong              | 21-14, 23-21        | Thom Gicquel / Delphine Delrue           |
| 27 juillet | Kim Won-ho / Jeong Na-eun                | 20-22, 21-14, 19-21 | Rinov Rivaldy / Pitha Haningtyas Mentari |
| 28 juillet | Zheng Siwei / Huang Yaqiong              | 21-10, 21-3         | Rinov Rivaldy / Pitha Haningtyas Mentari |
| 28 juillet | Kim Won-ho / Jeong Na-eun                | 22-20, 21-16        | Thom Gicquel / Delphine Delrue           |
| 29 juillet | Zheng Siwei / Huang Yaqiong              | 21-13, 21-14        | Kim Won-ho / Jeong Na-eun                |
| 29 juillet | Rinov Rivaldy / Pitha Haningtyas Mentari | 13-21, 15-21        | Thom Gicquel / Delphine Delrue           |

| Cl. | Équipe                                                 | Pts | J | G | P | SG | SP | PG  | PP  |
| --- | ------------------------------------------------------ | --- | - | - | - | -- | -- | --- | --- |
| 1   | Seo Seung-jae / Chae Yoo-jung (KOR)                    | 3   | 3 | 3 | 0 | 6  | 1  | 136 | 97  |
| 2   | Dechapol Puavaranukroh / Sapsiree Taerattanachai (THA) | 2   | 3 | 2 | 1 | 5  | 2  | 136 | 105 |
| 3   | Robin Tabeling / Selena Piek (NED)                     | 1   | 3 | 1 | 2 | 2  | 4  | 100 | 111 |
| 4   | Koceila Mammeri / Tanina Mammeri (ALG)                 | 0   | 3 | 0 | 3 | 0  | 6  | 67  | 126 |

| 27 juillet | Seo Seung-jae / Chae Yoo-jung                    | 21-10, 21-7         | Koceila Mammeri / Tanina Mammeri                 |
| 27 juillet | Dechapol Puavaranukroh / Sapsiree Taerattanachai | 21-14, 21-16        | Robin Tabeling / Selena Piek                     |
| 28 juillet | Dechapol Puavaranukroh / Sapsiree Taerattanachai | 21-14, 21-9         | Koceila Mammeri / Tanina Mammeri                 |
| 28 juillet | Seo Seung-jae / Chae Yoo-jung                    | 21-16, 21-12        | Robin Tabeling / Selena Piek                     |
| 29 juillet | Seo Seung-jae / Chae Yoo-jung                    | 21-16, 10-21, 21-15 | Dechapol Puavaranukroh / Sapsiree Taerattanachai |
| 29 juillet | Koceila Mammeri / Tanina Mammeri                 | 18-21, 9-21         | Robin Tabeling / Selena Piek                     |

| Cl. | Équipe                                      | Pts     | J       | G       | P       | SG      | SP      | PG      | PP      |
| --- | ------------------------------------------- | ------- | ------- | ------- | ------- | ------- | ------- | ------- | ------- |
| 1   | Yuta Watanabe / Arisa Higashino (JPN)       | 2       | 2       | 2       | 0       | 4       | 1       | 98      | 83      |
| 2   | Tang Chun Man / Tse Ying Suet (HKG)         | 1       | 2       | 1       | 1       | 3       | 2       | 98      | 82      |
| 3   | Ye Hong-wei / Lee Chia-hsin (TPE)           | 0       | 2       | 0       | 2       | 0       | 4       | 53      | 84      |
| 4   | Mathias Christiansen / Alexandra Bøje (DEN) | Forfait | Forfait | Forfait | Forfait | Forfait | Forfait | Forfait | Forfait |

| 27 juillet | Tang Chun Man / Tse Ying Suet   | 21-13, 21-13        | Ye Hong-wei / Lee Chia-hsin   |
| 28 juillet | Yuta Watanabe / Arisa Higashino | 21-14, 21-13        | Ye Hong-wei / Lee Chia-hsin   |
| 29 juillet | Yuta Watanabe / Arisa Higashino | 21-17, 14-21, 21-18 | Tang Chun Man / Tse Ying Suet |

| Cl. | Équipe                             | Pts | J | G | P | SG | SP | PG  | PP  |
| --- | ---------------------------------- | --- | - | - | - | -- | -- | --- | --- |
| 2   | Chen Tang Jie / Toh Ee Wei (MAS)   | 3   | 3 | 3 | 0 | 6  | 1  | 148 | 122 |
| 1   | Feng Yanzhe / Huang Dongping (CHN) | 2   | 3 | 2 | 1 | 5  | 2  | 136 | 114 |
| 3   | Terry Hee / Jessica Tan (SIN)      | 1   | 3 | 1 | 2 | 2  | 1  | 105 | 115 |
| 4   | Vinson Chiu / Jennie Gai (USA)     | 0   | 3 | 0 | 3 | 0  | 6  | 91  | 129 |

| 27 juillet | Feng Yanzhe / Huang Dongping | 21-11, 21-14        | Vinson Chiu / Jennie Gai   |
| 27 juillet | Chen Tang Jie / Toh Ee Wei   | 23-21, 21-12        | Terry Hee / Jessica Tan    |
| 28 juillet | Feng Yanzhe / Huang Dongping | 21-13, 21-17        | Terry Hee / Jessica Tan    |
| 28 juillet | Chen Tang Jie / Toh Ee Wei   | 21-15, 24-22        | Vinson Chiu / Jennie Gai   |
| 29 juillet | Feng Yanzhe / Huang Dongping | 21-17, 15-21, 16-21 | Chen Tang Jie / Toh Ee Wei |
| 29 juillet | Vinson Chiu / Jennie Gai     | 17-21, 12-21        | Terry Hee / Jessica Tan    |

## Phase à élimination directe

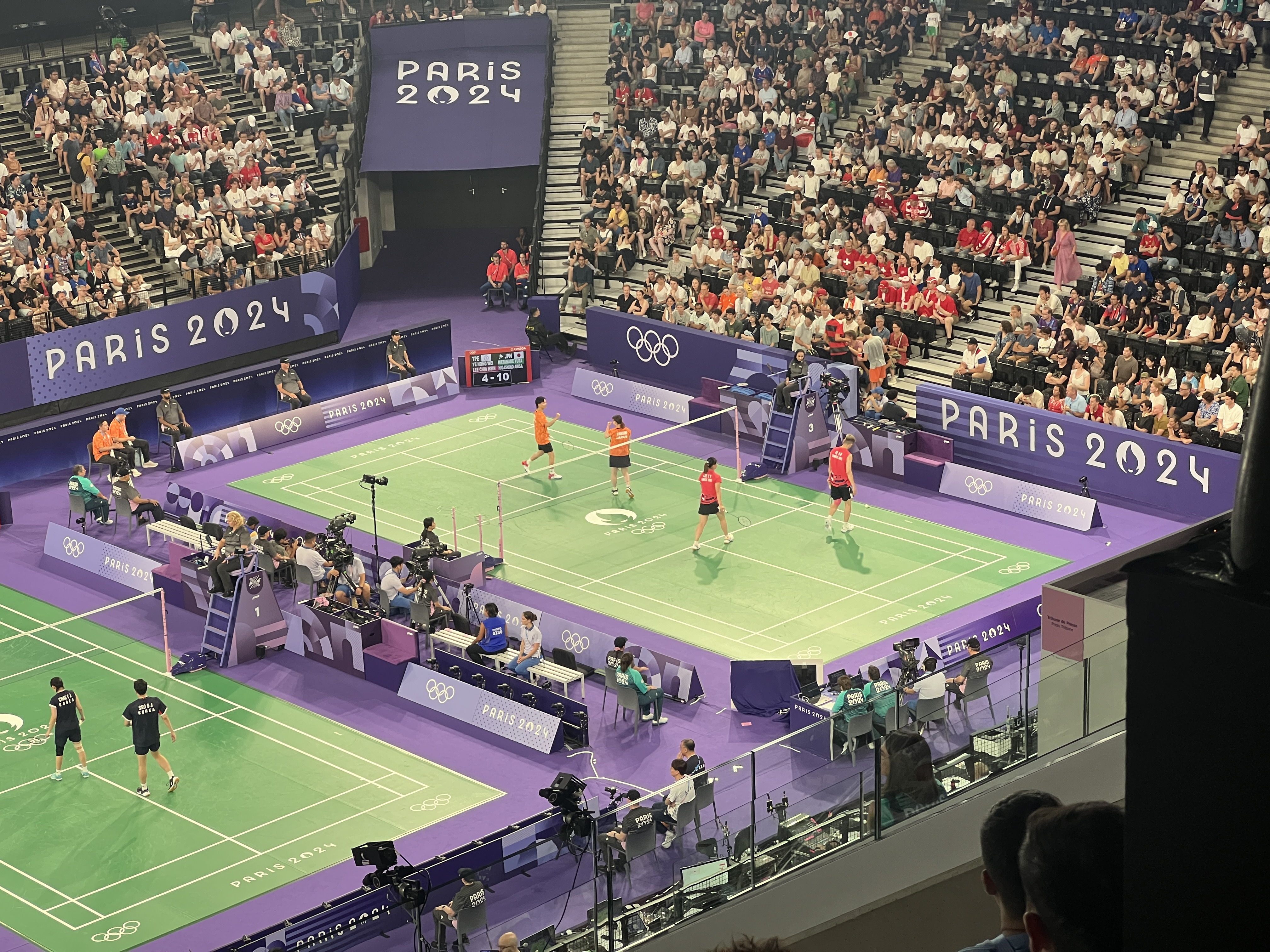
Épreuve de badminton des Jeux Olympiques 2024, Arena Porte de la Chapelle, Paris.

Le tableau de la phase à élimination directe figure ci-après :
|  | Quarts de finale (31 juillet) | Quarts de finale (31 juillet)        | Quarts de finale (31 juillet) | Quarts de finale (31 juillet) | Quarts de finale (31 juillet) |                            |                        | Demi-finales (1er août) | Demi-finales (1er août)                   | Demi-finales (1er août)                   | Demi-finales (1er août)                   | Demi-finales (1er août)                   |                                           |  | Finale (2 août) | Finale (2 août)            | Finale (2 août) | Finale (2 août) | Finale (2 août) | Finale (2 août) | Finale (2 août) |
|  |                               |                                      |                               |                               |                               |                            |                        |                         |                                           |                                           |                                           |                                           |                                           |  |                 |                            |                 |                 |                 |                 |                 |
|  | 1                             | Zheng / Huang Y. (CHN)               | 21                            | 21                            |                               |                            |                        |                         |                                           |                                           |                                           |                                           |                                           |  |                 |                            |                 |                 |                 |                 |                 |
|  | 2                             | Feng / Huang D. (CHN)                | 16                            | 15                            |                               |                            |                        |                         |                                           |                                           |                                           |                                           |                                           |  |                 |                            |                 |                 |                 |                 |                 |
|  | 2                             | Feng / Huang D. (CHN)                | 16                            | 15                            |                               | 1                          | Zheng / Huang Y. (CHN) | 21                      | 21                                        |                                           |                                           |                                           |                                           |  |                 |                            |                 |                 |                 |                 |                 |
|  |                               |                                      |                               |                               |                               | 1                          | Zheng / Huang Y. (CHN) | 21                      | 21                                        |                                           |                                           |                                           |                                           |  |                 |                            |                 |                 |                 |                 |                 |
|  |                               | 4                                    | Watanabe / Higashino (JPN)    | 14                            | 15                            |                            |                        |                         |                                           |                                           |                                           |                                           |                                           |  |                 |                            |                 |                 |                 |                 |                 |
|  | 4                             | 4                                    | Watanabe / Higashino (JPN)    | 14                            | 15                            | Watanabe / Higashino (JPN) | 23                     | 21                      |                                           |                                           |                                           |                                           |                                           |  |                 |                            |                 |                 |                 |                 |                 |
|  | 4                             |                                      |                               |                               |                               | Watanabe / Higashino (JPN) | 23                     | 21                      |                                           |                                           |                                           |                                           |                                           |  |                 |                            |                 |                 |                 |                 |                 |
|  |                               | Puavaranukroh / Taerattanachai (THA) | 21                            | 14                            |                               |                            |                        |                         |                                           |                                           |                                           |                                           |                                           |  |                 |                            |                 |                 |                 |                 |                 |
|  |                               |                                      |                               |                               |                               |                            |                        |                         |                                           |                                           |                                           |                                           |                                           |  | 1               | Zheng / Huang Y. (CHN)     | 21              | 21              |                 |                 |                 |
|  |                               |                                      |                               | Kim / Jeong (KOR)             | 8                             | 11                         |                        |                         |                                           |                                           |                                           |                                           |                                           |  |                 |                            |                 |                 |                 |                 |                 |
|  |                               | Tang / Tse (HKG)                     | 15                            | 10                            |                               |                            |                        |                         |                                           |                                           |                                           |                                           |                                           |  |                 |                            |                 |                 |                 |                 |                 |
|  | 3                             | Seo / Chae (KOR)                     | 21                            | 21                            |                               |                            |                        |                         |                                           |                                           |                                           |                                           |                                           |  |                 |                            |                 |                 |                 |                 |                 |
|  | 3                             | Seo / Chae (KOR)                     | 21                            | 21                            |                               | 3                          | Seo / Chae (KOR)       | 16                      | 22                                        | 21                                        |                                           |                                           |                                           |  |                 |                            |                 |                 |                 |                 |                 |
|  |                               |                                      |                               |                               |                               | 3                          | Seo / Chae (KOR)       | 16                      | 22                                        | 21                                        |                                           |                                           |                                           |  |                 |                            |                 |                 |                 |                 |                 |
|  |                               |                                      | Kim / Jeong (KOR)             | 21                            | 20                            | 23                         |                        |                         | Match pour la médaille de bronze (2 août) | Match pour la médaille de bronze (2 août) | Match pour la médaille de bronze (2 août) | Match pour la médaille de bronze (2 août) | Match pour la médaille de bronze (2 août) |  |                 |                            |                 |                 |                 |                 |                 |
|  |                               | Kim / Jeong (KOR)                    | Kim / Jeong (KOR)             | 21                            | 20                            | 23                         | 21                     | 21                      | Match pour la médaille de bronze (2 août) | Match pour la médaille de bronze (2 août) | Match pour la médaille de bronze (2 août) | Match pour la médaille de bronze (2 août) | Match pour la médaille de bronze (2 août) |  |                 |                            |                 |                 |                 |                 |                 |
|  |                               | Kim / Jeong (KOR)                    |                               |                               |                               |                            | 21                     | 21                      |                                           |                                           |                                           |                                           |                                           |  |                 |                            |                 |                 |                 |                 |                 |
|  |                               | Chen / Toh (MAS)                     | 19                            | 14                            |                               |                            |                        |                         |                                           |                                           |                                           |                                           |                                           |  | 4               | Watanabe / Higashino (JPN) | 21              | 22              |                 |                 |                 |
|  |                               |                                      |                               |                               |                               |                            |                        |                         |                                           |                                           |                                           |                                           |                                           |  | 3               | Seo / Chae (KOR)           | 13              | 20              |                 |                 |                 |